# Лаванан, Доминик
Доминик Лаванан (фр. Dominique Lavanant) (род. 24 мая 1944) — французская актриса театра и кино, лауреат премии Сезар. Известна своими комедийными способностями, особенно в воплощении персонажей, относящихся к определённому стереотипу французского высшего среднего класса — консервативного во взглядах и в одежде.

## Биография
Доминик Лаванан родилась 24 мая 1944 г. в Морле, департамент Финистер.
Ее отец, электрик, утонул в море, когда ей было всего два года. Вместе со своим братом ее воспитывала в крайней нищете мать, которая овдовела в возрасте 23 лет. Через одиннадцать лет мать снова вышла замуж за кардиолога из Морле, от которого у нее родилась дочь.
С 14 лет и до 21 года Доминик проводила все каникулы в Англии в монастыре Дочерей Креста (фр. Filles de la Croix), основанном ее двоюродной бабушкой, где познакомилась с английским языком.
В середине 1960-х годов она уехала из Бретани в Париж, где поступила на языковой факультет Сорбонны, но вернулась в родной регион после событий мая-июня 1968 года. В этот период она открыла для себя театр и начала брать уроки драмы у актрисы Тани Балашовой и Андреаса Вуцинаса.

## Семья
Информацию о своей личной жизни Доминик Лаванан не опубличивает. 
Детей нет.

## Карьера
Доминик Лаванан добилась известности в середине 1970-х во время съемок «Загорелых» с актёрской труппой Le Splendid — (Жерар Жюньо, Жозиан Баласко, Мишель Блан, Тьерри Лермитт, Кристиан Клавье, Мари-Анн Шазель). С тех пор её слава неуклонно растет.
В её фильмографии множество успешных фильмов: «Папочка вступил в Сопротивление», «Бум», «Трое мужчин и младенец в люльке», «Загорелые на лыжах», «Инспектор-разиня» (вместе с Жераром Депардьё).
В 1988 году она была удостоена награды за лучшую женскую роль второго плана за роль в фильме " Агентские проблемы " (с Катрин Денёв).
Она также снялась в продолжительном французском сериале СестраТереза.com (2002—2011), сыграв бывшую полицейскую, ставшую монахиней, но по-прежнему преданного детектива.